# На ночь глядя
«На́ ночь гля́дя» — телепередача, выходившая в эфир на «Первом канале» с 19 июня 2006 по 2 мая 2019 года. В каждый выпуск шоу приглашался кто-либо из известных деятелей кино, музыки, литературы, театра, и ведущие беседовали с ним в студии. 
Ведущие — Борис Берман и Ильдар Жандарёв.

## О телепроекте
В период с октября 2001 по июнь 2003 года на телевизионных каналах «ТВ-6» и «ТВС» по будням выходила в эфир программа «Без протокола» с ведущими Борисом Берманом и Ильдаром Жандарёвым. Отличительной особенностью телепередачи было то, что она транслировалась в прямом эфире, и телезрители имели возможность по телефону задать свой вопрос гостю. В числе собеседников ведущих часто были политические деятели. С июля 2003 года задумка телепроекта схожего принципа начала рассматриваться на «Первом канале», куда перешли Берман и Жандарёв после закрытия «ТВС».
Спустя три года — в июне 2006 года в качестве экспериментального телепроекта на летний период в эфир «Первого канала» вышла телепередача «На ночь глядя». Принципиальным отличием программы от «Без протокола» был сознательный отказ от обсуждения политики в эфире. Первым гостем студии был Никита Михалков.
В 2006—2016 годах каждый выпуск телеинтервью начинался с ироничного диалога между ведущими на тему, которая так или иначе связана с гостем в студии. Формат беседы строился по следующему принципу: «двое ведущих ведут разговор в студии с приглашённым гостем (прежде всего с теми гостями, с которыми интересно общаться ведущим программы), который не нуждается в дополнительном представлении зрителям». Роли были распределены между двумя ведущими: «один из них — слегка благодушный романтик, а другой, напротив, несколько желчный скептик». С самого начала телешоу привлекло внимание многих зрителей и телевизионных критиков.
Первые выпуски телепередачи транслировались ежедневно по будням и в прямом эфире на Урал и Западную Сибирь. Со временем количество эфиров в неделю сократилось до одного. До 2009 года телешоу выходило в эфир только в зимний или в летний период — во время отсутствия в сетке вещания телеканала других передач, в течение сезона стабильно выходивших в ночном эфире.
Количество выпусков, подготовленных за каждый год, варьировалось от случая к случаю. Так, например, за 2011 год в эфир вышло всего 13 программ.
Последние четыре выпуска телепередачи вышли на неделе с 29 апреля по 2 мая 2019 года, гостями студии были Жора Крыжовников, Таисия Вилкова, Алла Сигалова и супружеская пара — режиссёры и сценаристы Алексей Чупов и Наталья Меркулова. В дальнейшем телепередача стала выходить в эфир на «Первом канале» в повторах, чаще всего посвящённых памяти известных личностей: так, 20 июня 2021 года был повторён выпуск с участием Анатолия Лысенко, впервые показанный в 2017 году к его 80-летию.

## Награды
- Телепередача дважды отмечена премией «ТЭФИ» в номинации «интервьюер» (2008[25] и 2009[26][27]).
- Лауреат премии «Театрал» в номинации «телевизионная передача» (2009)[1].